# Ganomymar libertatium
Ganomymar libertatium is een vliesvleugelig insect uit de familie Mymaridae. De wetenschappelijke naam werd voor het eerst geldig gepubliceerd in 2021 door Triapitsyn.